# Onder de Twee Linden

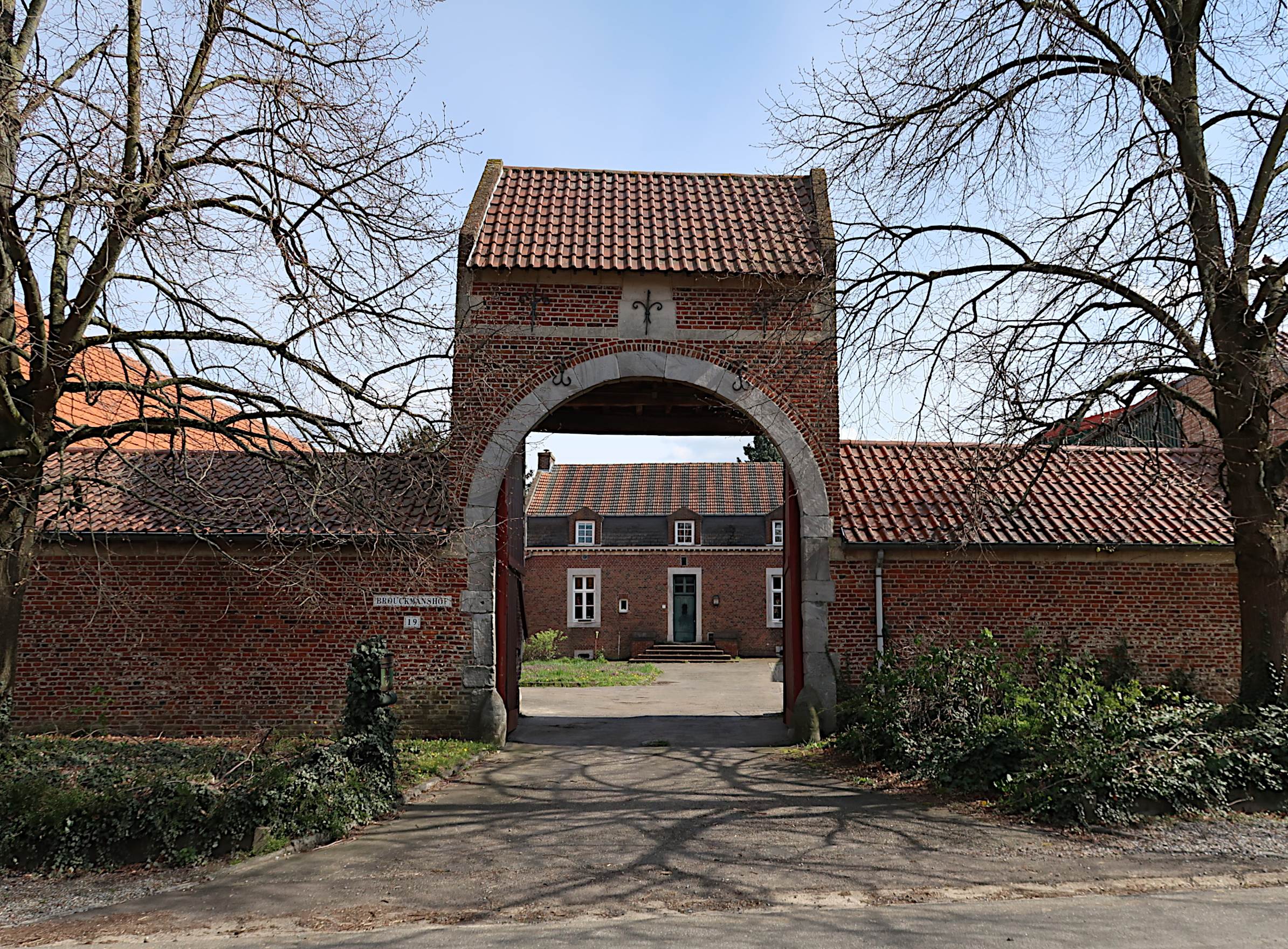

Onder de Twee Linden is de naam van een hoeve te Werm, gelegen aan Bovenstraat 19.
In de 17e eeuw werd deze gesticht als vierkantshoeve, maar reeds in de eerste helft van de 19e eeuw was deze teruggebracht tot een L-vormig complex, bestaande uit een poortgebouw en haaks daarop de stallen. Achter in het erf bevindt zich een losstaand woonhuis van omstreeks 1800.
Het bakstenen poortgebouw heeft een duiventil en is afgewerkt met mergelstenen banden en hoekbanden.
Deze hoeve was voorheen eigendom van de familie Brouckmans, die heren van Werm waren.